# Asplenium serricula
Asplenium serricula är en svartbräkenväxtart som beskrevs av Fée. Asplenium serricula ingår i släktet Asplenium och familjen Aspleniaceae. Inga underarter finns listade.